# کنت روکز
کنت روکز (انگلیسی: Kenneth Rooks؛ زادهٔ ۲۱ اکتبر ۱۹۹۹)  دونده دو استقامت اهل ایالات متحده آمریکا است.